# 青山殿水电站
青山殿水电站位于中国浙江省杭州市临安区潜川镇马山村青山殿西北分水江上游昌化溪河段上，始建于1995年，1998年投产发电。大坝为浆砌块石重力坝，最大坝高47米，坝长187米，控制流域面积1429平方千米。青山殿水库总库容0.56亿立方米。电站装机容量4万kW，设计年均发电量9109万kW·h。电站由临安青山殿水电开发有限责任公司经营管理。